# Galore (álbum de Dragonette)
Galore é o álbum de estréia da banda canadense de electropop Dragonette, lançado no Canadá em 25 de setembro de 2006 pela Mercury Records. Galore trás faixas gravadas e canções reformuladas que haviam sido apresentadas no trabalho independente Dragonette EP, que estava disponível através do site da banda dois anos antes.

## Lançamento
A antecipação do álbum foi aumentada no início de 2007, quando Popjustice publicou um "Greatest Hits of 2007" lista íincluindo quatro faixas do álbum: "I Get Around", "True Believer", " Marvellous " e "Competition". Apesar de "I Get Around" e "Take It Like a Man" tivesse seus singles apropriamente lançados, com vídeos de música para ambos. "Competition" e "Jesus Doesn't Love Me" foram filmados e lançados online.
Galore foi lançado digitalmente no UK iTunes Store em 20 de agosto de 2007. Uma libertação física seguido por toda a Europa e Japão em 24 de setembro de 2007, e no Canadá no dia seguinte.

## Faixas
Todas as músicas foram escritas pela banda, exceto "The Boys".
1. "I Get Around" – 3:31
2. "Competition" – 3:28
3. "Take It Like a Man" – 3:02
4. "True Believer" – 3:43
5. "Another Day" – 2:55
6. "Get Lucky" – 3:08
7. "Jesus Doesn't Love Me" – 2:52
8. "Black Limousine" – 3:40
9. "Gold Rush" – 3:42
10. "You Please Me" – 4:23
11. "Marvellous" – 2:58

Versão EUA
1. "The Boys" (Cover de Calvin Harris) – 3:14

## Histórico de Lançamento
| País           | Data                 | Gravadora   |
| -------------- | -------------------- | ----------- |
| Europa         | 24 de Setembro, 2007 | Mercury     |
| Canadá         | 25 de Setembro, 2007 | Mercury     |
| Estados Unidos | 28 de Outubro, 2007  | I Surrender |